# الکساندر اوبروکو
الکساندر اوبروکو (اوکراینی: Олександр Обревко؛ زادهٔ ۳۱ مهٔ ۱۹۸۴) بازیکن فوتبال اهل اوکراین است.